# Cmentarz parafialny w Kowali-Stępocinie
Cmentarz parafialny w Kowali-Stępocinie; właściwie cmentarz parafii św. Wojciecha w Kowali-Stępocinie lub też cmentarz rzymskokatolicki w Kowali-Stępocinie, cmentarz w Kowali-Stępocinie – cmentarz parafialny we wsi Kowala-Stępocina, w województwie mazowieckim, w powiecie radomskim, w gminie Kowala.

## Historia
Cmentarz w Kowali powstał na początku XIX wieku obok kościoła parafialnego p.w. św. Wojciecha. 
Obiekt ujęty jest w rejestrze zabytków województwa mazowieckiego.  

## Osoby pochowane na cmentarzu

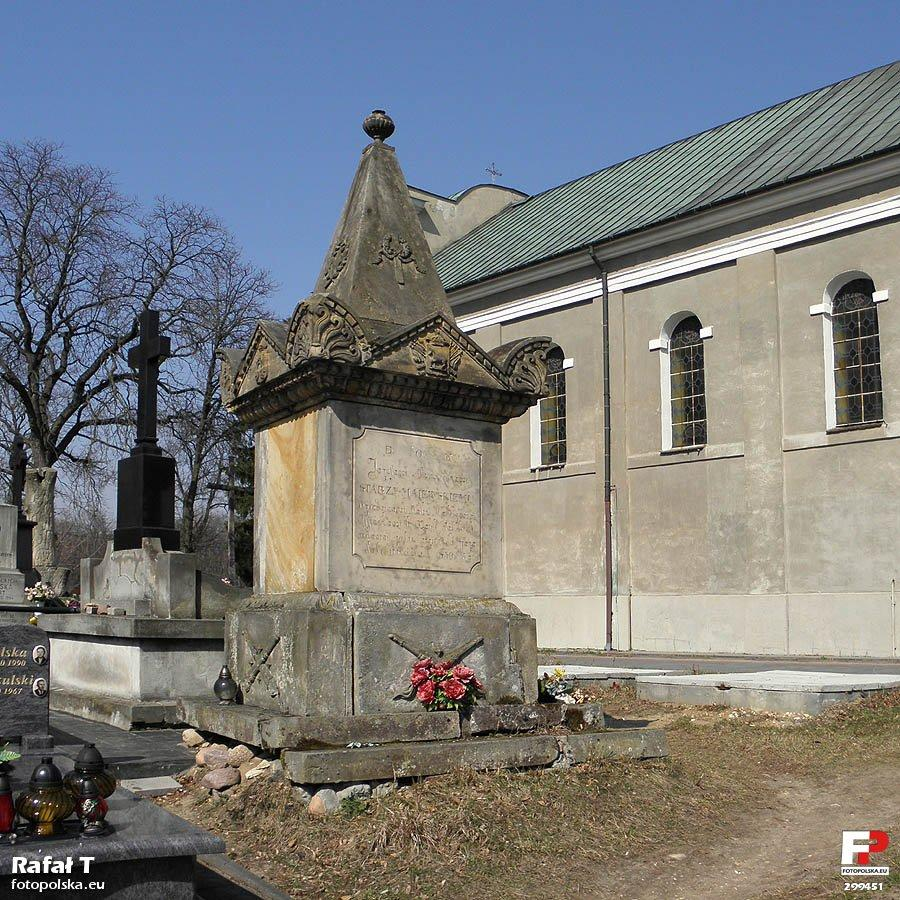
Grób Józefa Starży-Majewskiego z XIX wieku na cmentarzu parafialnym w Kowali-Stępocinie

- Andrzej Siewierski (1964–2007) – polski wokalista, gitarzysta, autor tekstów, producent muzyczny, współzałożyciel i lider grupy Azyl P. (sektor: 1, rząd: 1, grób; 2)[3].